# Tiger Electronics
Tiger Electronics (también conocido como Tiger y Tiger Toys) fue un fabricante de juguetes estadounidense conocido por sus juegos LCD portátiles, los Furby, Giga Pets y el robot 2-XL, y audiojuegos como Brain Warp. Cuando Tiger era una compañía independiente, Tiger Electronics Inc., su sede estaba en Vernon Hills, Illinois.